# Antennariidae
Pour les articles homonymes, voir Antennaire.
Antennaires
Famille
Sous-familles de rang inférieur
- Antennariinae
- Lophichthyinae
- Tetrabrachiinae

Répartition géographique
Les antennaires ou antennariidés (Antennariidae), communément appelés poissons-grenouilles, forment une famille de poissons marins appartenant à l'ordre des Lophiiformes. Les antennaires se trouvent dans presque toutes les mers et tous les océans tropicaux et subtropicaux du monde.

## Morphologie

### Aspect général
Les poissons-grenouilles ont un aspect trapu, atypique des poissons. Allant de 2,5  à   38 cm de longueur, leur gros corps non-hydrodynamique est sans écailles et nu, souvent couvert de bosses et de spicules bifides. Leur corps compte entre 18 et 23 vertèbres et leur bouche s'ouvre vers le haut avec des dents palatines. Ils sont souvent de couleurs vives, blanc, jaune, rouge, vert ou noir ou tacheté de plusieurs couleurs afin de se fondre dans leur environnement corallien. Leur coloration peut également varier au sein d'une seule espèce, il est difficile de les différencier.
À la place des nageoires dorsales typiques, la première épine de la nageoire dorsale est appelé illicium ou «tige» et est surmontée de l' esca ou de «leurre». L' illicium a souvent un marquage rayé, tandis que l' esca prend une forme différente chez chaque espèce. En raison de la variété des couleurs, même au sein d'une seule espèce, l' esca et l' Illicium sont des outils utiles pour distinguer les différentes variétés. Certains d'entre eux ressemblent à des petits poissons, des crevettes, des polychètes, des vers à tube ou simplement un morceau informe; un genre unique, Echinophryne n'a pas d'esca du tout. En dépit du mimétisme très spécifique de l'esca, les examens de contenu de l'estomac ne révèlent aucune prédation spécialisée. En cas de perte, l'esca peut être régénéré. Chez de nombreuses espèces l' illicium et l' esca peuvent être rétractés dans un renfoncement afin de les protéger.
Les poissons-grenouilles ont de petites ouvertures branchiales rondes derrière leurs nageoires pectorales. À l'exception du poisson-grenouille de Butler et la lotte de Rough, ils n'ont pas de vessie natatoire pour contrôler leur flottabilité.

### Mimétisme et de camouflage

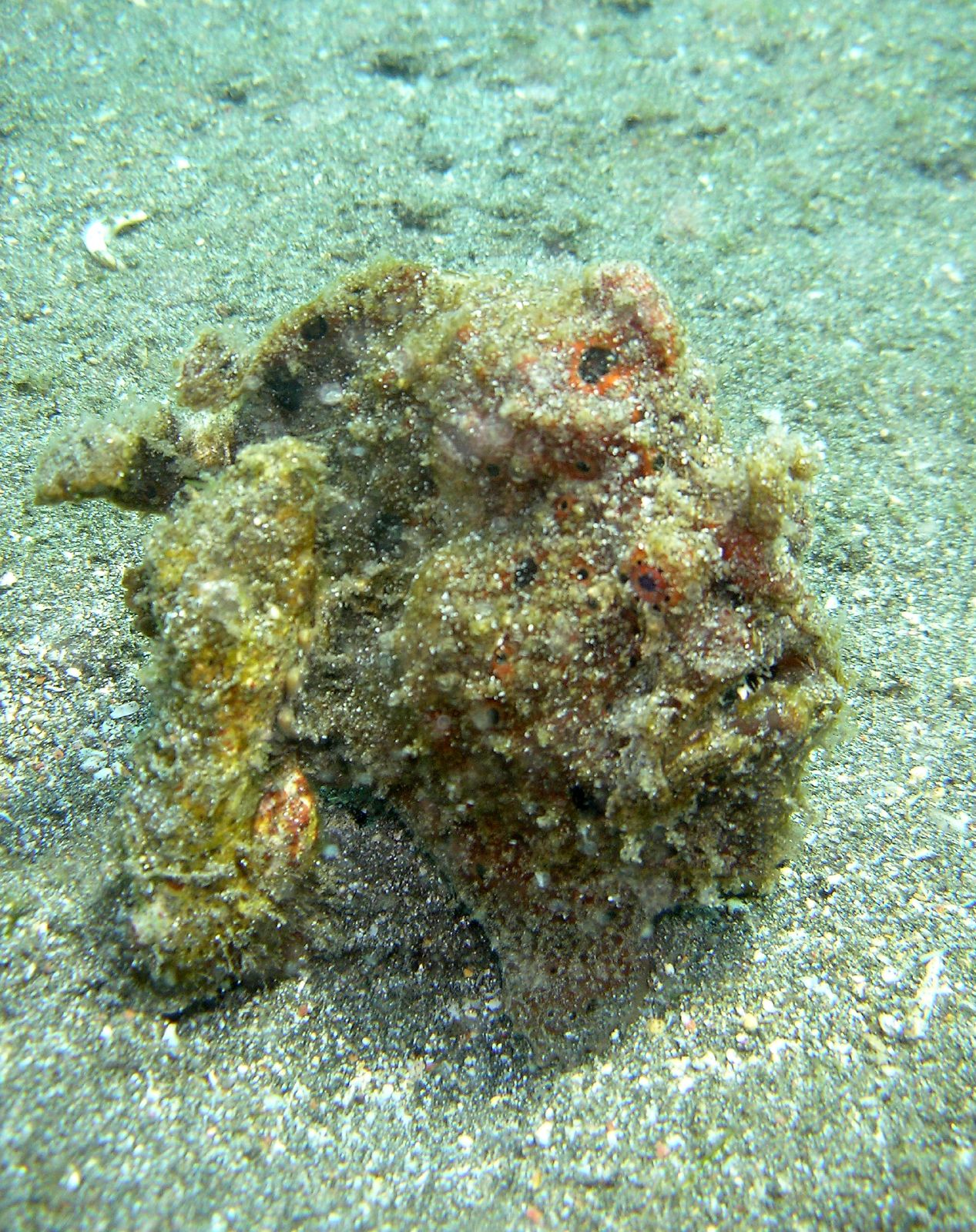
Un antennaire déguisé en pierre recouverte d'algues.

L'aspect inhabituel du poisson-grenouille est conçu pour le cacher contre les prédateurs et parfois pour imiter un repas potentiel de sa proie. En éthologie, l'étude du comportement animal, c'est ce qu'on appelle un mimétisme agressif. Leur forme inhabituelle, les couleurs et les textures de la peau servent de déguisement au poisson-grenouille. Certains ressemblent à une pierre ou du corail tandis que d'autres imitent des éponges ou des ascidies avec des taches sombres au lieu de trous. En 2005, une espèce a été découverte, le poisson-grenouille strié,
qui imite un oursin alors que le Poisson-grenouille des sargasses est coloré pour se fondre dans les sargasses environnantes. Certains poissons-grenouilles sont couverts d'algues ou d'Hydrozoaires. Leur camouflage peut donc être parfait dans l'environnement adapté, à tel point que les limaces de mer peuvent ramper sur ces poissons sans même les reconnaître.
Pour le poisson-grenouille, sans écailles et sans protection, le camouflage est un moyen important de défense contre les prédateurs. Certains peuvent aussi se gonfler, comme le poisson-globe, en aspirant l'eau pour paraître plus gros. Dans les aquariums et dans la nature, on a pu observer des poissons-grenouilles se faire attaquer par des poissons-clowns, des poissons demoiselles, ou des labridés lorsqu'ils sortaient de leur cachette, parfois même, dans les aquariums, jusqu'à être tués.
Plusieurs facteurs peuvent modifier leur couleur. Les couleurs claires sont généralement jaune ou ocre, tandis que les plus sombres sont vert, noire, ou rouge foncé. Le changement commence généralement par la couleur claire, mais il peut durer de quelques jours à plusieurs semaines. On ne sait pas ce qui déclenche ce changement.

## Mouvement
En général, le poisson-grenouille ne bouge pas beaucoup, préférant se poser sur
le fond et attendre qu'une proie approche. Une fois que la proie est
repérée, il s'approche lentement à l'aide de ses nageoires pectorales et pelviennes qui lui permettent de marcher. Il peut utiliser deux types d'allures. Avec la première, il déplace alternativement ses nageoires pectorales vers l'avant, cette propulsion est analogue à la démarche d'un tétrapode bipède, car il n'utilise pas ses nageoires pelviennes. Alternativement, il peut se déplacer par une sorte de galop lent, en déplaçant ses nageoires pectorales simultanément en avant et en arrière, et en transférant son poids aux nageoires pelviennes tout en déplaçant les pectorales. Mais quelle que soit la démarche, il ne peut parcourir que de courtes distances.
En eau libre, le poisson-grenouille peut nager à coups de nageoire caudale.
Il possède aussi un type de propulsion à réaction qui est souvent utilisé par les plus jeunes. En forçant leur cadence un souffle d'eau passe à travers leurs ouvertures branchiales, qui se trouvent derrière leurs nageoires pelviennes.
Les nageoires du Poisson-grenouille des sargasses peuvent saisir des touffes de sargasses, lui permettant d'y grimper.

## Répartition géographique
Les poissons-grenouilles vivent dans les régions tropicales et subtropicales de l'Atlantique et du Pacifique, ainsi que dans l'océan Indien et la mer Rouge. Leurs habitats sont pour la plupart entre les isothermes de 20 degrés, dans les zones où le niveau d'eau de surface a généralement une température de 20 °C ou plus. Elles dépassent les 20 °C dans la zone des Açores, de Madère et des îles Canaries, le long de la côte atlantique des États-Unis, sur la côte sud de l'Australie et la pointe nord de la Nouvelle-Zélande, la côte du Japon, près de Durban, l'Afrique du Sud et de la Basse-Californie. La plupart des espèces se trouvent dans la région indo-Pacifique, avec la plus grande concentration autour de l'Indonésie. Dans le minuscule détroit de Lembeh, au nord-est de Sulawesi, des plongeurs ont trouvé neuf espèces différentes. Les poissons-grenouilles vivent généralement sur le fond marin autour des récifs de corail ou des rochers, jusqu'à 100 mètres de profondeur.
Il existe quelques exceptions à ces limites générales. Le poisson-grenouille d'eau saumâtre est à l'aise dans les eaux océaniques ainsi que dans l'eau saumâtre et l'eau douce autour des embouchures des fleuves. Le Poisson-grenouille des sargasses vit dans les touffes de sargasse qui flottent à la surface des océans, pouvant dériver jusqu'en Norvège.

## Liste des genres
| Selon World Register of Marine Species (17 avril 2014) : - sous-famille Antennariinae - genre Antennarius Daudin, 1816 -- 11 espèces - genre Antennatus Schultz, 1957 -- 12 espèces - genre Histrio Fischer, 1813 -- 1 espèce - genre Nudiantennarius Schultz, 1957 -- 1 espèce - genre Cheironectes -- 1 espèce - sous-famille Histiophryninae - genre Allenichthys Pietsch, 1984 -- 1 espèce - genre Echinophryne McCulloch and Waite, 1918 -- 3 espèces - genre Histiophryne Gill, 1863 -- 5 espèces - genre Kuiterichthys Pietsch, 1984 -- 1 espèce - genre Lophiocharon Whitley, 1933 -- 3 espèces - genre Phyllophryne Pietsch, 1984 -- 1 espèce - genre Rhycherus Ogilby, 1907 -- 2 espèces - genre Tathicarpus Ogilby, 1907 -- 1 espèce | Selon ITIS (17 avril 2014) : - sous-famille Antennariinae - genre Allenichthys Pietsch, 1984 - genre Antennarius Daudin, 1816 - genre Antennatus Schultz, 1957 - genre Echinophryne McCulloch and Waite, 1918 - genre Fowlerichthys Bloch and Schneider, 1801 - genre Histiophryne Gill, 1863 - genre Histrio Fischer, 1813 - genre Kuiterichthys Pietsch, 1984 - genre Lophiocharon Whitley, 1933 - genre Nudiantennarius Schultz, 1957 - genre Phyllophryne Pietsch, 1984 - genre Rhycherus Ogilby, 1907 - genre Tachicarpus ou Tathicarpus Ogilby, 1907 - sous-famille Lophichthyinae - genre Lophichthys Boeseman, 1964 - sous-famille Tetrabrachiinae - genre Tetrabrachium Günther, 1880 |

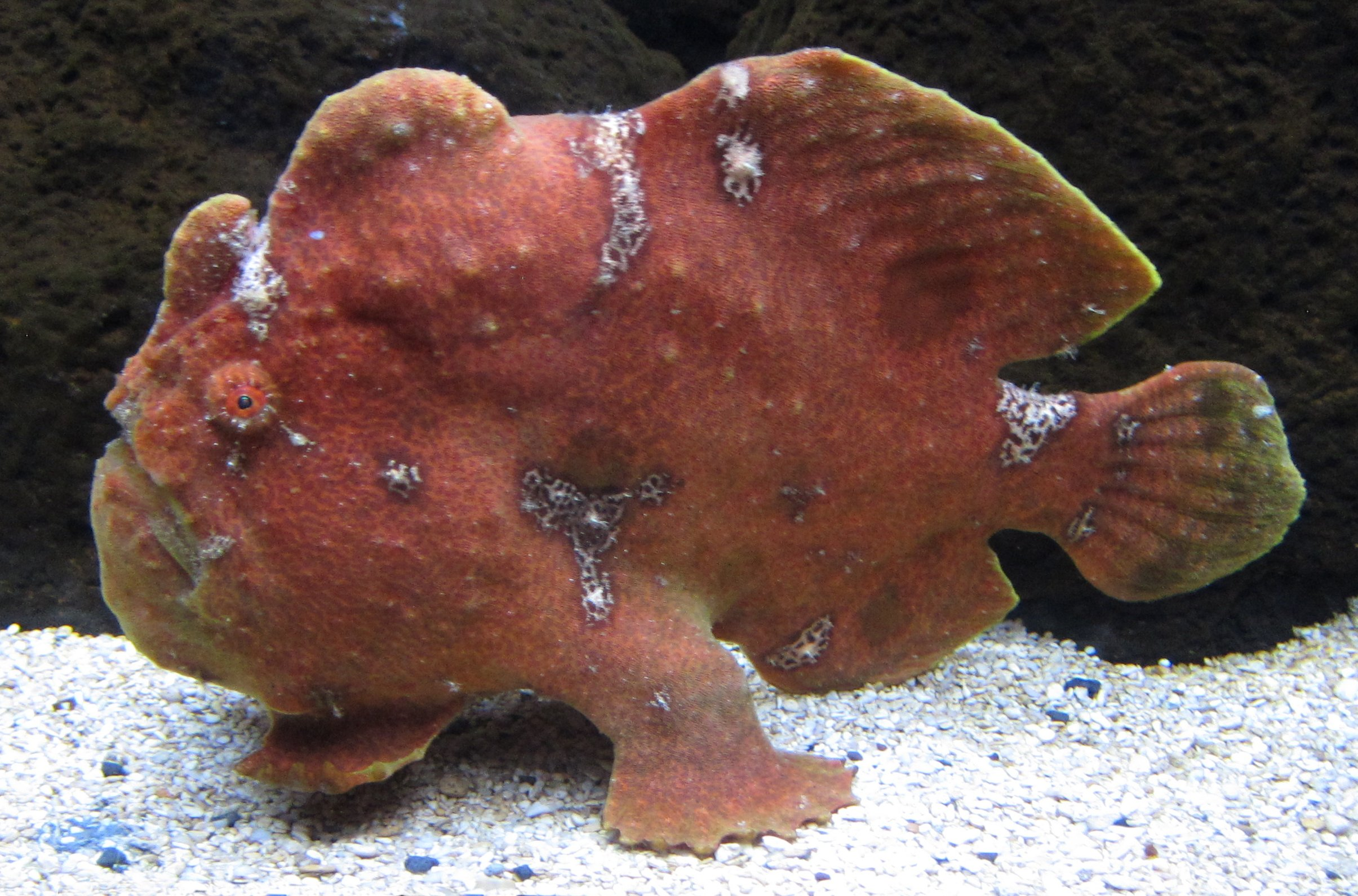
Antennarius commerson
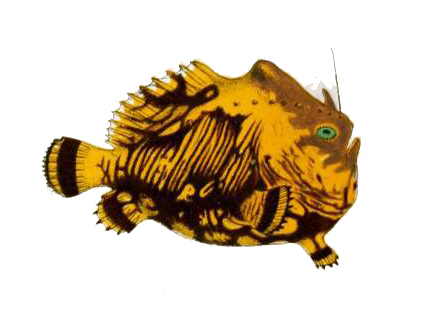
Antennatus tuberosus
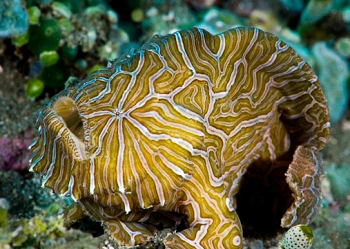
Histiophryne psychedelica
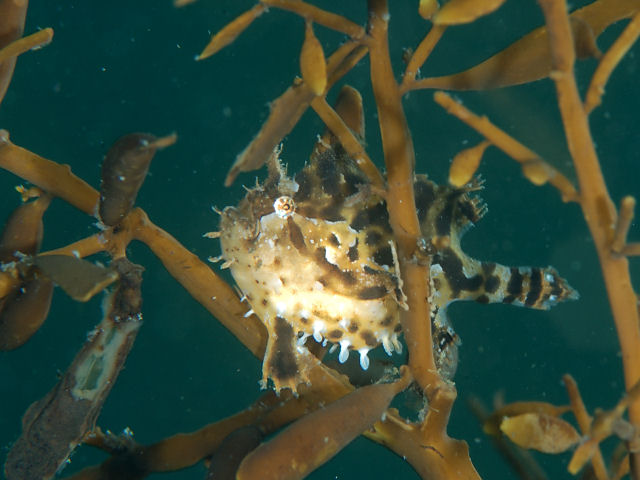
Histrio histrio
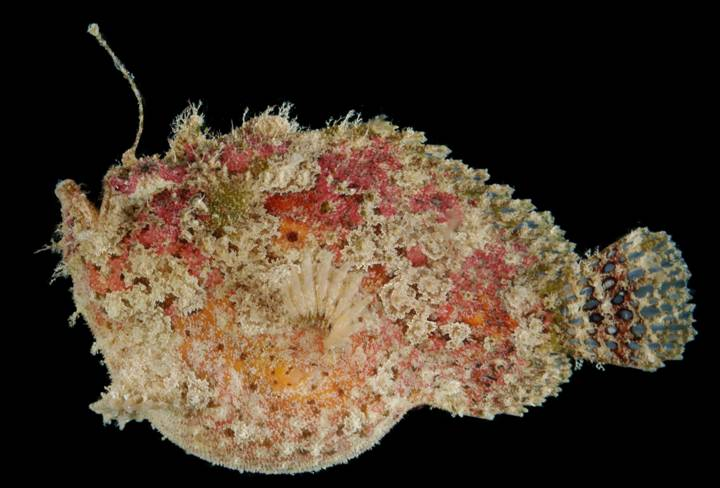
Lophiocharon lithinostomus
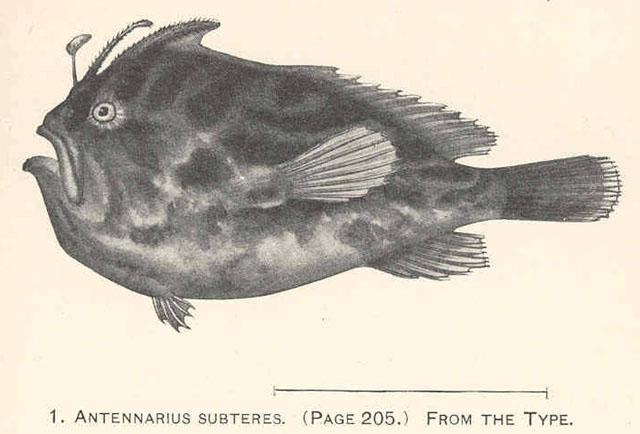
Nudiantennarius subteres